# 埃里克·科伊
埃里克·科伊（英語：Eric Coy，1914年5月16日—1985年10月28日），加拿大男子田径运动员。他曾代表加拿大参加1938年和1954年大英帝国和英联邦运动会田径比赛，获得一枚金牌和一枚银牌。